# Turó del Serrat dels Plans
El Turó del Serrat dels Plans és una muntanya de 1.351 metres que es troba al municipi de Llanars, a la comarca catalana del Ripollès.